# Хэнки, Тэд
Эдвард Тэд Хэнки (англ. Ted Hankey; род. 20 февраля 1968 года, Сток-он-Трент) — профессиональный дартсмен, двукратный чемпион мира. Известен под прозвищем Граф (The Count) и во время матчей он выходит под песню Be On Your Way, написанную DJ Zany. Он играет в Professional Darts Corporation.

## Результаты в BDO
На чемпионате мира 2000 года он в сухую победил Ронни Бакстера 6-0 в финале с окончания 170 — наивысшим окончанием за 3 дротика. Финал длился всего 46 минут — самый короткий за всю историю турниров. В полуфинале против Криса Мэйсона он набрал 180 очков рекордные 22 раза. Также он набрал 48 раз «180» за весь турнир. На следующем чемпионате он проиграл в финале Джону Уолтэну 6-2. После этого финала он не проходил в финалы главных турниров и чемпионата мира до следующей победы в 2009.
В 2002, его победил во 2-м круге Уэйн Джонс, а в 2003 Тони О’Ши. Второй номер рейтинга, в 2004 он опять проиграл Тони О’Ши в четвертьфинале. В 2005 дошёл опять же до четвертьфинала, где проиграл Мартину Адамсу со счетом 5-3, ведя по ходу матча 3-1. 2006 год оказался неудачным, он проиграл в первом же рауде Альбертину Эссерсу.
Сеяный под восьмым номером в 2007, он победил Марио Робби из Нидерландов, 3-0. Во втором, победил 4-3 Дэва Ричардсона, закрыв ещё одно окончание 170, и после проиграл Адамсу со счетом 5-3. Несмотря на эту неудачу, Хэнки продолжал надеяться на его дальнейшие успехи. В 2011 он сыграл лег в 9 дротиков на открытом чемпионате Шотландии.
На чемпионате мира 2008, Хэнки играл со Стивом Вэстом. Он победил в матче 3-2, по ходу проигрывая 0-1 и 1-2. Следующий матч он выиграл над Энди Болтоном, а в четвертьфинале его остановил австралиец Саймон Уитлок, 5-0. После этого Хэнки сказал Би-би-си, что он рассматривает возможность выхода из игры, чтобы оценить своё будущее.
День спустя, тем не менее, он рассказал о своих планах ВВС - он не разочарован поражением от Уитлока и его будущее по прежнему связано с дартсом.
На чемпионате мира 2009, Хэнки обыграл Брэн Вудса, Рос Монтгомери, чемпиона 2001 Джона Уолтэна, чемпиона 2007 Мартина Адамса, и в финале одержал победу над своим близким соперником Тони О’Ши, 6-7. Хэнки вел 4-2, но потратил несколько дротиков, чтобы победить 7-5, но, в конечном счете, выиграл решающий сет 3-1 и выиграл чемпионат.

## Результаты на чемпионатах мира
- 1998: Четвертьфиналист (уступил Колин Монкуу 2-5)
- 1999: Второй раунд (уступил Крису Мэйсону 1-3)
- 2000: Чемпион мира (победил Ронни Бакстера 6-0)
- 2001: Финалист (уступил Джону Уолтэну 2-6)
- 2002: Второй раунд (уступил Вэйну Джонсу 2-3)
- 2003: Первый раунд (уступил Тони О'Ши 2-3)
- 2004: Четвертьфиналист (уступил Тони О'Ши 1-5)
- 2005: Четвертьфиналист (уступил Мартину Адамсу 3-5)
- 2006: Первый раунд (уступил Альбертино Эссерсу 1-3)
- 2007: Четвертьфиналист(уступил Мартину Адамсу 3-5)
- 2008: Четвертьфиналист (уступил Саймону Уитлоку 0-5)
- 2009: Чемпион мира (победил Тони О'Ши 7-6)
- 2010: Четвертьфиналист (уступил Дэйву Криснеллу 4-5)
- 2011: Первый раунд (уступил Скотт Вэйтэсу 0-3)
- 2012: Полуфиналист (уступил Кристиан Кисту 5-6)